# 별망로
별망로(Byeolmang-ro)는 경기도 안산시 단원구 성곡동정왕7교에서 단원구 초지동을 잇는 도로이다.

## 주요 경유지
경기도
- 안산시 단원구 (성곡동 . 초지동)

## 노선 경로
| 이름             | 접속 노선                   | 경유지           | 경유지           | 경유지           | 비고             |
| 공단2대로와 직결 | 공단2대로와 직결            | 공단2대로와 직결 | 공단2대로와 직결 | 공단2대로와 직결 | 공단2대로와 직결 |
| ---------------- | --------------------------- | ---------------- | ---------------- | ---------------- | ---------------- |
| 정왕7교          |                             | 안산시           | 단원구           | 성곡동           |                  |
| (이름없음)       | 정왕천동로                  | 안산시           | 단원구           | 성곡동           |                  |
| (이름없음)       | 별망로25번길 별망로26번길   | 안산시           | 단원구           | 성곡동           |                  |
| (이름없음)       | 번영로                      | 안산시           | 단원구           | 성곡동           |                  |
| (이름없음)       | 별망로79번길 별망로80번길   | 안산시           | 단원구           | 성곡동           |                  |
| 시화공단길교차로 | 시화로                      | 안산시           | 단원구           | 성곡동           |                  |
| 시흥7교          |                             | 안산시           | 단원구           | 성곡동           |                  |
| (이름없음)       | 진흥로                      | 안산시           | 단원구           | 성곡동           |                  |
| (이름없음)       | 별망로128번길               | 안산시           | 단원구           | 성곡동           |                  |
| 삼양통상사거리   | 해봉로                      | 안산시           | 단원구           | 성곡동           |                  |
| 시흥5교          |                             | 안산시           | 단원구           | 성곡동           |                  |
| 돌안말공원사거리 | 첨단로267번길 성곡로        | 안산시           | 단원구           | 성곡동           |                  |
| (이름없음)       | 첨단로269번길 첨단로270번길 | 안산시           | 단원구           | 성곡동           |                  |
| (이름없음)       | 별망로399번길 해안로93번길  | 안산시           | 단원구           | 성곡동           |                  |
| 기업은행사거리   | 목내로                      | 안산시           | 단원구           | 초지동           |                  |
| (이름없음)       | 원시로                      | 안산시           | 단원구           | 초지동           |                  |
| (이름없음)       | 산단로                      | 안산시           | 단원구           | 초지동           |                  |
| (이름없음)       | 산성로                      | 안산시           | 단원구           | 초지동           |                  |
| (이름없음)       | 시우로                      | 안산시           | 단원구           | 초지동           |                  |

## 주요건물및 시설
- GS25안산광양점 (경기도 안산시 단원구 성곡동 별망로 453)